# Ría Formosa
La laguna de Ría Formosa, ubicada en Algarve, en Portugal meridional, es un sistema de islas de barrera que comunica con el mar a través de seis ensenadas. Cinco de estas ensenadas son naturales y tienen características móviles. La sexta es una ensenada artificial que fue abierta con el propósito de permitir un acceso más fácil al puerto de Faro.

## Descripción
Actualmente la principal ensenada del sistema es el brazo de Faro-Olhão, que estaba abierto artificialmente. El proceso comenzó en 1927 pero solo en 1952 se acabaron las obras de ingeniería y asumieron la configuración actual.
Dentro del sistema de Ría Formosa se han encontrado usos diferentes y a veces antagónicos. Parte del sistema es un parque natural, pero Ría Formosa también tiene un papel importante en la economía de la región. Más allá del uso turístico el sistema también apoya otras actividades económicas como granjas de mariscos (incluyendo la cosecha de almeja fina) y el puerto de Faro.

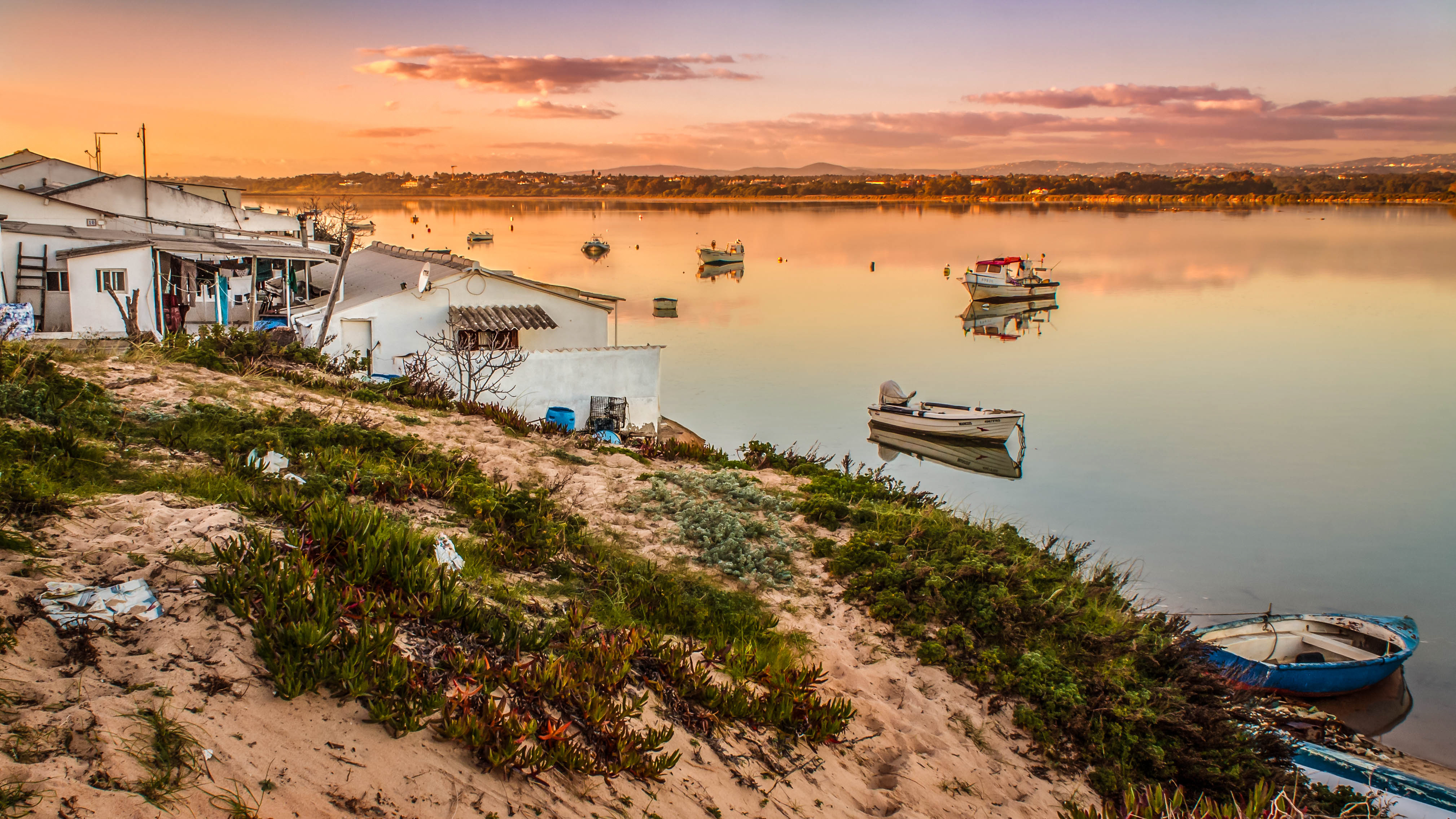
Isla de Faro.

La Ría Formosa es también un parque natural de más de 170 km² y lugar de parada de cientos de especies de aves en las migracionesn de primavera y otoño.
Las ciudades más importantes cerca de Ría Formosa son Tavira, Faro y Olhão. Hay también algunas ciudades en esta zona, como Fuseta (que pertenece al municipio de Olhão), Santa Luzia, Cabanas de Tavira (estas dos últimas pertenecientes a Tavira) y Cacela Velha (que pertenece a Vila Real de Santo António).
Varios autobuses van desde Tavira hasta Cabanas y de regreso cada día. La estación de ferrocarril más cercana es la de Conceição que está en la línea de Tavira a Vila Real.

## Entretenimiento
Hay pequeñas localidades y ciudades en la zona, como Cabanas de Tavira, que tienen gran número de bares, cafés y restaurante que están a lo largo del frente del río y están también punteado alrededor de un par de bloques tierra adentro.

## Playas
La costa del Algarve oriental tiene un clima marcadamente templado, con días soleados durante todo el año. Los inviernos son usualmente templados y los veranos no son muy cálidos. Debido a estos rasgos, las playas en la zona de Ría Formosa son bastante bien conocidas, como Vale do Lobo, isla de Faro, Culatra, Barril, isla de Tavira, Cabanas de Tavira, Cacela-Velha y Manta Rota. Barril atrae a un buen número de naturistas y gays. Otra playa gay es Cacela Velha. La playa de la isla Tavira tiene una zona de acampada.